# Europarlamentari del Portogallo della IV legislatura
Gli europarlamentari del Portogallo della IV legislatura, eletti in occasione delle elezioni europee del 1994, furono i seguenti.

## Composizione storica
| Europarlamentare              | Lista                                 | Gruppo |
| ----------------------------- | ------------------------------------- | ------ |
| José Apolinário               | Partito Socialista                    | PSE    |
| José Barros Moura             | Partito Socialista                    | PSE    |
| António Campos                | Partito Socialista                    | PSE    |
| António Capucho               | Partito Social Democratico            | ELDR   |
| Carlos Costa Neves            | Partito Social Democratico            | ELDR   |
| Arlindo Cunha                 | Partito Social Democratico            | ELDR   |
| Eurico De Melo                | Partito Social Democratico            | ELDR   |
| José Girão Pereira            | CDS - Partito Popolare                | ADE    |
| Carlos Lage                   | Partito Socialista                    | PSE    |
| Francisco António Lucas Pires | Partito Social Democratico            | ELDR   |
| Luís Marinho                  | Partito Socialista                    | PSE    |
| Nélio Mendonça                | Partito Social Democratico            | ELDR   |
| Joaquim Miranda               | Coalizione Democratica Unitaria (PCP) | GUE    |
| Fernando Moniz                | Partito Socialista                    | PSE    |
| Manuel F. Monteiro            | CDS - Partito Popolare                | ADE    |
| Carlos Pimenta                | Partito Social Democratico            | ELDR   |
| Manuel Porto                  | Partito Social Democratico            | ELDR   |
| Sérgio Ribeiro                | Coalizione Democratica Unitaria (PCP) | GUE    |
| Raúl Miguel Rosado Fernandes  | CDS - Partito Popolare                | ADE    |
| Luis Sa'                      | Coalizione Democratica Unitaria (PCP) | GUE    |
| João Soares                   | Partito Socialista                    | PSE    |
| José Manuel Torres Couto      | Partito Socialista                    | PSE    |
| Helena Torres Marques         | Partito Socialista                    | PSE    |
| Helena M. Vaz Da Silva        | Partito Social Democratico            | ELDR   |
| António Vitorino              | Partito Socialista                    | PSE    |

## Modifiche intervenute

### Partito Socialista
- In data 17.10.1995 a João Soares subentra Carlos Candal.
- In data 30.10.1995 a António Vitorino subentra Quinídio Correia.
- In data 03.10.1998 a José Apolinário subentra Elisa Maria Damião.

### Partito Social Democratico
- In data 08.06.1998 a Francisco António Lucas Pires subentra José Mendes Bota.
- In data 15.09.1998 a António Capucho subentra Carlos Coelho.

### CDS - Partito Popolare
- In data 31.10.1995 a Manuel F. Monteiro subentra Rui Vieira, al quale, in data 18.01.1997, subentra Maria Celeste Cardona.

### Coalizione Democratica Unitaria
- In data 28.09.1994 a Luis Sa' subentra Honório Novo (PCP).